# Contagious - Panique à Rock Island
Pour plus de détails, voir Fiche technique et Distribution.
Contagious - Panique à Rock Island (Contagious - Panic at Rock Island) est un téléfilm d'horreur australo-néo-zélandais réalisé par Tony Tilse (en), diffusé en 2011.

## Synopsis
En 2005 Afghanistan, six soldats australiens disparaissent. Le colonel Hirsch et le major Francetti du Special Air Service Regiment (en) sont envoyés rechercher les disparus : cinq sont retrouvés morts décimés par le virus Bactra B9K, un agent noir crée à des fins militaires, et un seul soldat survécu en buvant du lait de chauve-souris, le lieutenant Mikael Cross. 
Le virus dévoreur de chaire s'en prend au corps sans pousser les humains à s'entredévorer : les gens contaminés convulsent et crachent leurs tripes avant de mourir, et ne se relèvent plus du tout, contrairement aux zombies qui deviennent agressifs et s'attaquent aux autres. Le virus B9K a été créé par AVP, le laboratoire privé situé sur le port de Sidney, qui viole les lois internationales en créant des armes biochimiques de destruction massive. Le lieutenant Mikael Cross limogé de l’armée pour folie, veut faire toute la lumière sur le laboratoire AVP, où travaille la chercheuse microbiologique Louise Olsson. 
En 2011, avec l’aide du major Francetti, le lieutenant Mikael Cross entre dans le laboratoire AVP, mais lui et le major Francetti sont contaminés par le B9K. 
Le major Francetti entre dans le souterrain sous l’île de Rock Island, où un festival de rock se prépare pour accueillir des dizaines de milliers de fans du groupe « Cobra Zone ». 
Pour assister au concert sans payer les quatre cents dollars d’entrée, Zed et sa copine Ari empruntent le souterrain où git mourant le major Francetti, qui est ramené à l’hôpital où il décède. 
Le Dr Rufus Mitchell fait un prélèvement et envoie un échantillon à Louise Olsson, qui pense que le B9K est un filovirus comme le virus Ebola. 
Zed est contaminé. La fête va commencer, avec Rufus et Louise, Jim Quinn tente d'arrêter la pandémie qui risque de toucher des milliers d'ados avant qu'il ne soit trop tard, mais Jim Quinn ne demande pas d’annuler le concert. Mace, un technicien est aussi contaminé. Tyson et Paige, essaie de les soigner, en vain. 
Le colonel Hirsch demande de récupérer le corps de Francetti à Jim Quinn qui refuse. 
Le virus se répand parmi des dizaines de festivaliers, alors que toujours de plus en plus d’ados rejoignent l’île. 
Jim Quinn demande d’annuler les ferries embarquant pour l’ile de Rock Island au ministre de la santé qui refuse. 
Jim Quinn demande de bloquer les ferries au colonel Hirsch, qui accepte et envoie l’armée mettre l’île en quarantaine. 
Le Dr Rufus Mitchell débarque sur l’île. Les organisateurs du concert annoncent par haut-parleur l’infection contagieuse et stoppent provisoirement le festival par mesure de protection en attendant une amélioration de la situation. Un festivalier saigne du nez. Les autres lui demandent de partir. Il refuse. C’est la panique, les ados veulent fuir l’île. Un festivalier arrivant à regagner à nage l’autre rive est rattrapé par l’armée qui le passe à tabac. 
Denny Quinn parvient à rejoindre l’ile. 
Le colonel Hirsch et Jim Quinn retrouve le lieutenant Mikael Cross qui est contaminé et tué par Hirsch pour abrégé ses souffrances. Hirsch veut récupérer tous les produits de Cross à Jim qui refuse. Jim demande à Hirsh d’aller aux laboratoires AVP qui accepte. Hirsh revient avec des vaccins : trois millions achetés par le gouvernement. Tout le monde est sauvé, mais VJ Pilly, la fille de Jim et Denny, contracte de nouveaux symptômes...

## Fiche technique
- Titre français : Contagious - Panique à Rock Island
- Titre original : Contagious - Panic at Rock Island
- Réalisation : Tony Tilse
- Scénario : Matt Ford (en)
- Musique : Gareth Farr
- Photographie : Mark Wareham
- Montage : Mark Perry
- Production : Rosemary Blight & Dave Gibson
- Sociétés de production : Goalpost Pictures, The Gibson Group & New Zealand On Air
- Société de distribution : Nine Network Australia
- Pays :  Australie,  Nouvelle-Zélande
- Langue : Anglais
- Durée : 95 min

## Distribution
- Grant Bowler (VF : Constantin Pappas) : Jim Quinn
- Vince Colosimo (en) (VF : Boris Rehlinger) : le colonel Mark Hirsch
- Damian Walshe-Howling (VF : Pierre Tessier) : Dr. Rufus Mitchell
- Jessica Tovey : Nina Quinn
- Dee Smart (en) (VF : Marine Jolivet) : Denny Quinn
- Simone Kessell (VF : Hélène Bizot) : Louise Olsson
- Marshall Napier (en) (VF : Paul Borne) : Paul Thorpe
- Paul Tassone (VF : Régis Lang) : Robert Abood
- Zoe Cramond (VF : Pamela Ravassard) : Ariane
- Chantelle Jamieson : Bree
- Christian Byers : Elmo Quinn
- Eli Kent (VF : Jean-François Cros) : Zed
- Anna Hutchison : VJ Pilly
- Nathan Page : Major Matthew Cross